# Khoan
Khoan là kỹ thuật tạo lỗ tròn trên các loại vật liệu khác nhau. Khoan được dùng phổ biến trong nhiều ngành công nghiệp như chế tạo máy, cơ khí, xây dựng, dầu khí, khai khoáng, mộc...
Mũi khoan được gắn chặt vào máy khoan nhờ mâm cặp và được sít chặt một lần nữa để chống xoay. Đầu của mũi khoan cắt sâu vào vật liệu tạo ra những lớp phoi mỏng (với vật liệu gỗ, kim loại), hay những lớp bụi (với vật liệu bê tông).
Trong gia công cơ khí, thông thường lưỡi đơn được sử dụng. Lấy ví dụ như tạo các vết lõm trong nòng khẩu đại bác. Khoan cũng để tạo ra sự chính xác theo đường kính lỗ, hoặc tạo ra các lỗ có dạng côn.

## Kĩ thuật khoan
Bước 1: Tìm điểm, lấy dấu, xác định tâm trên một vật cần để khoan
Bước 2: Chọn mũi khoan có đường kính bằng đường kính lỗ khoan
Bước 3: Lắp mũi khoan vào bầu khoan
Bước 4: Kẹp vật khoan lên eto trên bàn khoan
Bước 5: Quay tay cho mũi khoan đi xuống, điều chỉnh sao cho tâm lỗ cần khoan trùng với tâm mũi khoan
Bước 6: Bấm công tắc điện (chỉ dùng cho khoan máy), điều chỉnh tay quay từ từ để mũi khoan khoan hết chiều sâu của lỗ cần khoan

## An toàn khi khoan
- Không nên dùng mũi khoan cùn, bị đứt, gãy.
- Không khoan khi mũi khoan và vật chưa được kẹp chặt
- Vật khoan phải nằm thẳng góc với mũi khoan để tránh gãy mũi khoan
- Quần áo tóc gọn gàng, không dùng găng tay khi khoan
- Không cúi gần mũi khoan
- Không dùng tay hay các vật khác chạm vào mũi khoan khi mũi khoan đang quay